# Raphael D’Souza
Raphael Salvadore D’Souza (* 25. März 1991) ist ein ehemaliger deutscher Fernsehdarsteller.
Raphael D’Souza spielte in der deutschen Fernsehserie Schloss Einstein von der 5. Staffel bis zur 9. Staffel von Folge 232 (Februar 2003) bis Folge 428 (Dezember 2006) die Rolle des Schülers Dennis Nakeba und übernahm eine der Serienhauptrollen. D’Souza verkörperte Dennis, ein elternloses Flüchtlingskind aus Angola, der aus dem Kinderheim, in dem er bisher gelebt hat, abhaut und nach Schloss Einstein kommt, wo er unbedingt bleiben will.
D’Souza, der Sohn einer deutschen Angestellten der Britischen Botschaft und eines kenianischen Vaters, verbrachte die ersten Jahre seines Lebens in Kenia, wo er die Deutsche Schule in Nairobi besuchte. Als D’Souza 7 Jahre alt war, zog seine Familie nach Deutschland und ließ sich in Berlin nieder. Im Juli 2000 war er im Alter von 9 Jahren eines der beiden Kinder, die der britischen Königin Elisabeth II. zur Eröffnung der neuen Britischen Botschaft in Berlin „Brot und Salz“ überreichen durften.
Sein Internationales Abitur (International Baccalaureate) absolvierte er an der Berlin International School. Von 2013 bis 2016 studierte er an der Universität der Künste Berlin, wo er einen Bachelor-Abschluss erwarb.
Kurz vor dem Ende seiner Schulzeit machte er sich im Alter von 18 Jahren gemeinsam mit seinem besten Freund als Jungunternehmer mit einem Start-up-Unternehmen selbständig und gründete eine Firma, die Speiseeis über Verkaufswagen vertrieb. 2010 gründete er in Berlin eine Veranstaltungsagentur, die Veranstaltungen von Jugendlichen für Jugendliche organisiert.
Raphael D’Souza lebt in der Metropolregion Berlin-Brandenburg.

## Filmografie
- 2003–2006: Schloss Einstein